# Badżil
Badżil (arab. باجل) – miasto w zachodnim Jemenie w muhafazie Al-Hudajda. Według danych szacunkowych na rok 2010 liczy 64 504 mieszkańców.